# Narmashir
Narmashir o Narmasir fou una població de Pèrsia de l'edat mitjana, situada al Kirman oriental al sud-est de Bam, en la ruta entre Kirman i Sistan.
Els geògrafs àrabs consideraven Narmasir com una de les cinc kura o districtes del Kirman; la descriuen com una vila gran i pròspera, on feien parada els comerciants que anaven de a Khurasan a Oman; al mercat hi havia productes que venien de l'Índia. Estava emmurallada, i tenia una ciutadella i una mesquita. Va existir almenys fins al segle xiv. Al segle xix havia desaparegut i quedaven la ruïnes al costat d'un llogaret anomenat Chughukabad (Vila del Pardal), al comtat de Fahraj.